# Brandywine Mountain
Brandywine Mountain är ett berg i provinsen British Columbia i Kanada. Det ligger väster om vintersportorten Whistler. Toppen på Brandywine Mountain ligger 2 213 meter över havet och primärfaktorn är 428 meter. Närmaste högre berg är Mount Cayley, 2 385 meter över havet, 5 km väster om Brandywine Mountain.